# Tiger Woods
Eldrick Tont Woods (ismertebb nevén Tiger Woods) (Cypress, Kalifornia, 1975. december 30. –) amerikai profi golfozó, eddigi elért eredményei alapján minden idők egyik legsikeresebb golfozója.
Jelenleg a World No. 8 sportolója, 2008-ban ő volt a legjobban fizetett profi sportoló, miután 110 millió dollárt keresett. Woods 15 profi fő golf bajnokságot nyert, ő a második legsikeresebb férfi játékos.

## Élete
Két fiú féltestvére van: Earl Jr. (1955) és Kevin (1957), valamint egy lány féltestvére: Royce (1958). Édesapja, Earl Woods első felesége Barbara Woods Gray volt. Earl az amerikai hadsereg nyugállományú alezredese, aki a vietnámi háború veteránja volt.
Vegyes thai, kínai és holland származású. Születéskor Woods "Eldrick" és a "Tont" neveket kapta. A középső neve, Tont, egy tradicionális thai név. A becenevét (Tiger = Tigris) egy vietnámi katonától, Vuong Dang Phongtól kapta, aki az apjának volt a barátja. Eldrick akkor ismertté vált, amikor kiemelkedő eredményeket ért el a junior nemzeti és amatőr golfbajnokságon.
Orange Countryban (Kalifornia) nőtt fel, 1994-ben diplomázott Kaliforniában a Western High iskolában.

## Pályafutása

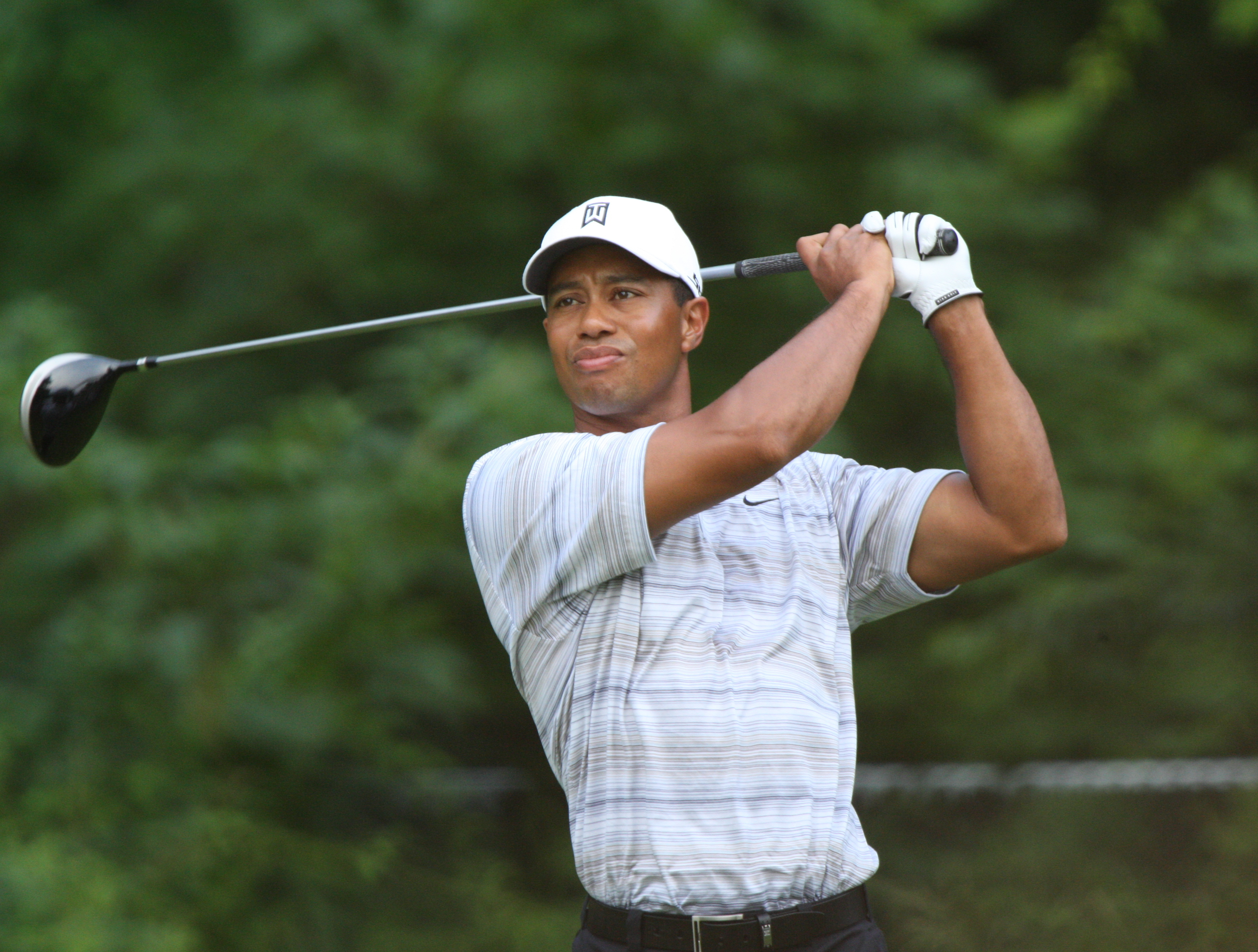

Megnyerte a junior világbajnokságot hatszor egymás után, majd négy egymást követő győzelem volt, 1988-1991 között. 1991-ben a Golf Digest Junior Amateur év játékosa. A következő évben Woods nyerte a harmadik egymást követő amerikai Junior Amateur Championship-et, és továbbra is a rendezvény legfiatalabb versenyzője, és többszörös győztese. 1994-ben a legfiatalabb győztese az amerikai amatőr bajnokságnak.
Woods beiratkozott a Stanford Egyetemre, 1994 őszén megnyerte a 40. éves William H. Tucker Invitational versenyt. 20 éves korában, 1996-ban ő volt az első golfozó, aki megnyerte három egymást követő amerikai amatőr címét és az NCAA egyes golf bajnokságot.
1996 augusztusában vált profi golfozóvá, amikor a média is hivatalosan kijelentette, hogy Tiger Woods profi golfozó.

## Magánélete
2003 novemberében Woods eljegyezte Elin Nordegrent, korábbi svéd modell lányt. 2004. október 5-én házasodtak össze a Barbadoson, egy Sandy Lane nevű üdülőhelyen. 2006 januárjában vásárolták meg egy 39 millió dolláros lakóingatlant a floridai  Jupiter Islandon, azzal a szándékkal, hogy ez legyen az elsődleges lakóhelyük.
2007. június 18-án született meg a házaspár első gyermeke, Sam Alexis. 2008. szeptember 2-án, Woods a saját honlapján bejelentette, hogy második gyermeküket várják. 2009. február 8-án megszületett Charlie Axel, a golfozó második gyereke.